# منارة جدة الدولية
مدرسة منارة جدة الدولية (المعروفة أيضًا باسم MJIS) هي مدرسة دولية للبنين والبنات تأسست عام 1977 في جدة بالمملكة العربية السعودية.
تقدم المدرسة كل من المناهج البريطانية والأمريكية للبنين والبنات من مرحلة رياض الأطفال إلى سن 12 سنة. المدرسة مملوكة وتديرها مؤسسة معارف للتعليم والتدريب. لغة التدريس الأساسية فيها هي اللغة الإنجليزية، لكن هناك بعض المواد التي تدرس باللغة العربية.

## التاريخ
في عام 1977 تأسست مدرسة منارة جدة الدولية من قبل الأمير محمد بن فيصل من أجل خدمة مجتمع المغتربين المتزايد في مدينة جدة. ومنذ ذلك الحين توسعت مدارس المنارة لتشمل عدة فروع في جميع أنحاء المملكة.
في عام 2004 حصلت مؤسسة معارف للتعليم والتدريب على المدرسة ووسعت نطاقها أكثر، مما ساعد على توحيد الدراسة في جميع الفروع.

## المنهج الدراسي
في البداية تقرر أن تقوم المدرسة بتدريس المناهج الأمريكية من مرحلة رياض الأطفال إلى الصف السادس الابتدائي، ومن ثم المناهج البريطانية من الصف السابع إلى الصف الثاني عشر.
في عام 2017 توسعت المدرسة لتوفر المناهج الأمريكية في الصف التاسع، وتعمل جنبا إلى جنب مع المناهج البريطانية الموجودة بالفعل.
يتاح للطلاب الذين يتابعون المسار البريطاني الفرصة لامتحانات CIE IGCSE في الصف العاشر وامتحانات AS في الصف الحادي عشر وامتحانات المستوى A في الصف الثاني عشر. أما طلاب المسار الأمريكي فيُمنحون الدبلوم الأمريكي ويتقدمون لامتحانات SAT.

## الاعتماد الاكاديمي
في عام 2010 حصلت المدارس على اعتماد من CITA. تم اعتماد CITA لاحقًا من قبل AdvancEd وبالتالي تم إعادة اعتماد المدرسة من قبل AdvancEd في عام 2015. حصلت المدرسة على الاعتماد الكامل لمدة خمس سنوات.
في عام 2017 أصبحت مؤسسة المعارف للتعليم والتدريب أول مؤسسة في المملكة العربية السعودية تحصل على اعتماد النظام من AdvancEd. لهذا السبب فإن جميع المدارس التي تديرها المؤسسة صارت معتمدة للسنوات الخمس التالية.
استضافت المدرسة بعض المؤتمرات العالمية لـ AdvancEd.

## المباني والمرافق
تحتوي المدارس على غرفة دراسية مكيفة الهواء مزودة بنظام سبورات عرض ذكية. ويحتوي المبنى على منشآت رياضية ومختبرات علمية ومختبرات كمبيوتر ومكتبات.

## الطلاب والمعلمون
المدارس بها طلاب من مختلف دول العالم. ولكن أكثر من نصف الطلاب من المملكة العربية السعودية والنسبة المتبقية تتكون من أكثر من 20 جنسية.
أما المعلمون فيأتون من أكثر من 10 دول مختلفة بما في ذلك إنجلترا وأمريكا وجنوب إفريقيا ومصر وباكستان والهند والمملكة العربية السعودية.